# ゆうきみほ
ゆうき みほ（1949年7月20日 - ）は、日本のバレリーナ。元女優でもある。

## 人物
東京都出身。国際電信電話社長などを務めた靱勉の次女。「良家のお嬢さん」とも紹介されたことがある。
4歳で橘秋子主宰「橘バレエ学校」入学。小学2年生の時にバレエの「白鳥の湖」の主役に選ばれる。同校卒後、牧阿佐美主宰「牧阿佐美バレエ団」に入団。16歳の時に「白鳥の湖全幕」に出演してプロのバレエダンサーとしてデビューを果たす。1968年と1970年の　二度にわたりニューヨークにバレエ留学をした。この当時は、本名の靫啓子（うつぼ けいこ）と名乗っていたとする文献もある
1972年、TBSテレビ（東京放送テレビ局）系で放送された連続ドラマ『赤い靴』（製作・TBSテレビ、東宝）のヒロイン・小田切美保役を勝ち取り、この際に現在の芸名「ゆうきみほ」として女優としても活動。この芸名の名付け親は作家の五味川純平。同作品は、「牧阿佐美バレエ団」が監修・協力し、実際の同バレエ団のレッスン場や舞台での撮影も行われている。その他テレビドラマ出演歴がある。
一方でこの1972年当時、カーマニアであることを明かしたことがあり、「もし男に生まれていたら、カーレーサーになっていたかも」と話していたことがある。
女優業を引退し、バレリーナの活動に専念してからも引き続き「ゆうきみほ」として舞台出演を続けており、1978年、ベルギー王立バレエ団の団員として契約・渡欧を果たした。1985年、第11回橘秋子賞優秀賞、1988年、服部智恵子賞。
2008年、自らのバレエ団「Yuki Miho Ballet」を設立。それ以後も牧阿佐美バレエ団、橘バレエ学校の講師も務め、後進の指導に当たるほか、「全国舞踏コンクール（東京新聞主催）」「名古屋バレエコンペティション21」「こうべ全国洋舞コンクール（神戸新聞主催）」「NBAバレエコンクール（NBAバレエ団主催）」などの各種バレエコンクールの審査委員を務めている
2016年、「Yuki Miho Ballet」を発展解消し、「バレエスタジオ・エトワールYUKI」を発足。千葉県八千代市にて教室を開いている。

## 女優としてのテレビドラマなど出演歴
- 赤い靴（上述　主演）
  - この放送期間中に「小学館の学年別学習雑誌」にこれと連動した少女向けのバレエ教室の読み物を執筆している。
- どっこい大作（NET・1973年、第42話・第43話、山岸美沙 役）
- 走れ!ケー100（TBS・1974年、第42話）
- 隠密剣士 突っ走れ!（TBS・1974年、第11話・第12話、朱実 役）
- 白い牙（日本テレビ・1974年、第22話「クレージーライダー」）
- 夜明けの刑事（TBS・1974年、第5話「猛犬は追いつめる」）